# The Getaway
«The Getaway» — пісня, написана Джуліаном Бунеттою та Джеймсом Майклом; спродюсована Джуліаном Бунеттою. Записана американською поп-співачкою Гіларі Дафф для її студійного альбому «Hilary Duff» (2004). Пісня створена у жанрі поп-року. Пісня вийшла як радіо-сингл у листопаді 2004 у США та у кінці січня 2005 у Канаді. Пізніше пісня увійшла до збірника Дафф «Most Wanted» (2005). Музичне відео до пісні зняте не було.
Відповідно до даних Radio & Records, композиція «The Getaway» стала найчастіше трансльованою піснею на радіо сучасних пісень Канади на першому тижні релізу. В Монреалі пісня стала найпопулярнішою піснею року на радіо Mix 96. У лютому 2005 сайт popdirt.com написав, що у планах був випуск пісні на CD у січні 2005, але через комерційний провал альбому на світовому ринку, лейбл відмовився від подальшого промоушену..